# John Kendrew
Sir John Cowdery Kendrew, CBE FRS (født 24. marts 1917, død 23. august 1997) var en engelsk biokemiker og krystallograf for deres studier af hæmoglobin og myoglobin. Deres gruppe i Cavendish Laboratory undersøgte strukturen i proteiner med hemegrupper.